# 贝尔韦尔德洛斯蒙特斯
贝尔韦尔德洛斯蒙特斯，是西班牙卡斯蒂利亚-莱昂萨莫拉省的一个市镇。 总面积69平方公里，总人口450人（2001年），人口密度7人/平方公里。